# Симетрія (фізика)
| Симетрія у фізиці            | Симетрія у фізиці                 | Симетрія у фізиці            |
| Перетворення                 | Відповідна інваріантність         | Відповідний закон збереження |
| ---------------------------- | --------------------------------- | ---------------------------- |
| ⭥Трансляції часу             | Однорідність часу                 | …енергії                     |
| ⊠ C, P, CP і T-симетрії      | Ізотропність часу                 | …парності                    |
| ⭤ Трансляції простору        | Однорідність простору             | …імпульсу                    |
| ↺ Обертання простору         | Ізотропність простору             | …моменту імпульсу            |
| ⇆ Група Лоренца (бусти)      | Відносність Лоренц-коваріантність | …руху центра мас             |
| ~ Калібрувальне перетворення | Калібрувальна інваріантність      | …заряду                      |

Симетрія (симетрії) — одне з фундаментальних понять в сучасній фізиці, що відіграє найважливішу роль у формулюванні сучасних фізичних теорій. Симетрії, що враховуються у фізиці, достатньо різноманітні, починаючи з симетрій звичайного тривимірного «Фізичного простору» (такими, наприклад, як дзеркальна симетрія), продовжуючи більш абстрактними і менш наочними (такими як калібрувальна інваріантність).
Деякі симетрії в сучасній фізиці вважаються точними, інші — лише наближеними. Також важливу роль відіграє концепція спонтанного порушення симетрії.
Історично використання симетрії у фізиці простежується з давнини, але найреволюційнішим для фізики в цілому, мабуть, стало застосування такого принципу симетрії, як принцип відносності (як у Галілея, так і у Пуанкаре — Лоренца — Ейнштейна), що стало потім немов зразком для запровадження та використання в теоретичній фізиці інших принципів симетрії (першим з яких став, мабуть, принцип загальної коваріантності, що є достатньо прямим розширенням принципу відносності і привів до загальної теорії відносності Ейнштейна).
Згідно з формулюванням акад. М. С. Гілярова «всі тварини, що активно пересуваються, мають зовнішню двосторонню симетрію, як білатерально симетричні і всі наші засоби транспорту (човен, літак, автомобіль і т. д.)». І двостороння (білатеральна або дзеркальна) симетрія тіл тварин, і зосередження просторового аналізу в головному мозку, що веде надалі до роз'єднання переднього мозку на дві парні півкулі виводяться з основних характеристик поведінки тварин і зовнішнього середовища.
У дзеркальній симетрії тварин і побудованих людиною технічних пристроїв можна бачити вияв принципу збереження симетрії, вперше висунутого Кюрі: симетрія фізичного тіла, що знаходиться в деякому просторі, визначається симетрією цього простору. Група симетрії двох об'єктів, що становлять єдине ціле, є спільною вищою підгрупою груп симетрії цих об'єктів (принцип симетрії Кюрі).

## Теорема Нетер
У 1918 році німецький математик Нетер довела теорему, згідно з якою кожній неперервній симетрії фізичної системи відповідає певний закон збереження. Наявність цієї теореми дозволяє проводити аналіз фізичної системи на основі наявних даних про симетрії, якими ця система володіє. З неї, наприклад, випливає, що інваріантність рівнянь руху тіла з плином часу призводить до закону збереження енергії; інваріантність щодо зміщень у просторі — до закону збереження імпульсу; інваріантність щодо обертань — до закону збереження моменту імпульсу.